# Les Gaudys
Les Gaudys is een helling in de Belgische provincie Henegouwen. Aan de voet van de helling vertrekt in tegenovergestelde richting de Côte du Combreuil. De top ligt in het Bos van Houssière.

## Wielrennen
De helling is opgenomen in de Cotacol Encyclopedie met de 1.000 zwaarste beklimmingen van België.